# کیدنس دیزاین سیستمز
کیدنس دیزاین سیستمز (انگلیسی: Cadence Design Systems) شرکت نرم‌افزار آمریکایی است، که در سال ۱۹۸۸ تأسیس شد.